# Lee Kang-seok
Lee Kang-seok, född den 28 februari 1985 i Uijeongbu, Sydkorea, är en sydkoreansk skridskoåkare.
Han tog OS-brons på herrarnas 500 meter i samband med de olympiska skridskotävlingarna 2006 i Turin.